# 圣文策老堂 (芝加哥)
圣文策老堂（英語：St. Wenceslaus）是天主教芝加哥总教区的一座古老教堂，位于美国芝加哥。
该教堂是肯尼迪高速公路沿线众多的波兰人教堂之一，它和圣雅钦多圣殿这两座宏伟的宗教建筑主宰了埃文代爾的天际线。虽然这座古老教堂是许多访问地标 别墅区（Villa District）的一站，但是这个宏伟的罗曼式-装饰艺术混合体实际上已经位于该区正式边界以南数个街区。圣文策老堂可以经由蓝线的艾迪生街站到达。